# Тридесет-метарски телескоп
Тридесет-метарски телескоп (енгл. Thirty Meter Telescope), или скраћено ТМТ, је земаљски сегментирани рефлектујући телескоп који је тренутно у фази изградње на локацији Мауна Кеа на Хавајима. Намењен је астрономским посматрањима у блиском ултраљубичастом и средњем инфрацрвеном спектру свелости, односно светлости талсних дужина од 0,31 до 28 μm. Као додатак великој површини огледала, телескоп ће бити опремљен најновијом генерацијом адаптивне оптике. Овај систем ће кориговати замућену слику која настаје при проласку светлости кроз Земљину атмосферу и тиме ће се максимално искористити потенцијали огледала које има пречник 30 метара.
Од постојећих и планираних изузетно великих телескопа, ТМТ ће бити на далекој највећој надморској висини (преко 4.000 метара), и биће други по величини примарног огледала после Европског изузетно великог телескопа, који ће такође бити састављен из шестоугаоних сегмената пречника 1,44 метра. Оваква конструкција је потпуно различита од ранијих великих телескопа који су имали огромна огледала изливена из једног дела (највећи примери овакве конструкције су Велики бинокуларни телекоп и Гигантски Магеланов телескоп). ТМТ је једини од изузетно великих телескопа који је финансиран од стране влада три водеће земље у свету по улагањима у истраживање и развој (енгл. research and development, R&D) – САД, Кине и Јапана. У изградњи телескопа учествују и друге технолошки напредне државе попут Канаде и Индије.
Пројекат је добио дозволу од Одбора за земљиште и природне ресурсе државе Хаваји у априлу 2013. године, као и од Апелационог суда те земље. Изградња приступних саобраћајница и припремни радови на самој локацији куполе започели су 28. јула 2014. године. Радови су прекидани у неколико наврата протестима локалне заједнице. Почетком децембра 2015. Врховни суд Хаваја повукао је издату грађевинску дозволу и радови на изградњи телескопа су прекинути.

## Научни циљеви
ТМТ ће бити опсерваторија опште намене којом ће научници бити у могућности да испитају широк спектар астрономских питања. У научне циљеве које је припремила ТМТ фондација спадају:
- Тамна енергија, тамна материја и испитивања стандардног модела елементарних честица
- Изучавање првих звезда и галаксија у свемиру
- Изучавање епохе рејонизације
- Формирање и еволуција галаксија у протеклих 13 милијарди година
- Везе између супермасивних црних рупа и галаксија
- Детаљно изучавање галаксија звезду по звезду до удаљености од 10 милиона парсека (100 зетаметара)
- Проучавање физике иза формирања планета и звезда
- Потрага за егзопланетама и њигова каталогизација
- Изучавање површинских хемијских карактеристика објеката у Којперовом појасу
- Изучавање атмосфере и метеорологије планета у Сунчевом систему
- Потрага за траговима живота на планетама изван Сунчевог система

По конструкцији, ТМТ допуњава податке које ће прикупити свемирски телескоп Џејмс Веб и телескопи АЛМА у Чилеу.

## Дизајн опсерваторије

### Телескоп
Најупечатљивији сегмент целе опсерваторије је Ричи-Критиан телескоп са примарним огледалом пречника 30 метара. Ово огледало ће бити сегментирано и састојаће се из 492 мања (ширине 1,4 метра) засебна шестоугаона огледала. Када се сва ова огледала поставе, формирају једно велико огледало, савршеног облика, пречника 30 метара. Облик сваког сегмента, као и његова позиција у односу на суседне сегменте, биће континуално контролисани како би се задржао савршен облик целокупног огледала.
Секундарно огледало биће пречника 3 метра и омогућује неометан поглед пречника 20 лучних минута, док је вредност отвора бленде 15. Равно терцијерно огледало усмераваће светлост са секундарног огледала до научних инструмената који ће бити монтирани на великој Нејсмитовој платформи.
Телескоп ће имати алт-азимуталну монтажу. Уз овакву монтажу, телескоп ће моћи да се премести између било која два објекта на ноћном небу за мање од 5 минута, уз прецизност од најмање 2 лучне секунде. Када се телескоп упери ка одређеном објекту (планети, звезди, галаксији), биће у могућности да прати тај објекат са прецизношћу од само неколико хиљадитих делова лучне секунде.
Маса свих делова који се покрећу при усмеравању телескопа износи више од 2.000 тона. Дизајн целог телескопа базиран је на дизајну опсерваторије Кек, који се веома добро показао.

### Адаптивна оптика
У телескоп ће бити уграђен најновији систем адаптивне оптике (енгл. Multi-Conjugate Adaptive Optics – MCAO). Систем MCAO ће мерити турбуленције у атмосфери посматрајући комбиновану светлост правих (природних) звезда и вештачких ласером створених звезда. На основу овако прикупљених података, неколико деформабилних огледала мењаће свој облик више пута у секунди како би се исправиле дисторзије које су последица турбуленција.

### Научни инструменти
У почетку, предвиђено је да за астрономска посматрања буду доступна три инструмента:
- Оптички спектрометар широког поља (енгл. Wide Field Optical Spectrometer – WFOS)
- Инфрацрвени спектрометар (енгл. Infrared Imaging Spectrometer – IRIS)
- Инфрацрвени спектрометар за више објеката (енгл. Infrared Multi-object Spectrometer – IRMS)

У фази планирања су додатни инструменти који ће омогућити широк спектар астрономских посматрања. 

## Локација
У сарадњи са асоцијацијом АУРА (енгл. Association of Universities for Research in Astronomy), пројекат ТМТ је детаљно проучио пет потенцијалних локација за изградњу великог телекопа:
- Серо Армазонес, Чиле
- Серо Толанкар, Чиле
- Серо Толар, Чиле
- Мауна Кеа, Хаваји, САД (најпожељнија локација)
- Сан Педро Мартир, Доња Калифорнија, Мексико

Управни одбор пројекта ТМТ сузио је листу на две локације, по једну у обе хемисфере, за даље проучавање: Серо Армазонес у пустињи Атакама у Чилеу и Мауна Кеа на Хавајима. Исти управни одбор је 21. јула 2009. године изабрао локацију Мауна Кеа за изградњу телескопа. Ова одлука била је базирана на научним, финансијским и политичким критеријумима. 

## Партнерство
Корпорација за надгледање пројекта ТМТ је партнерство између:
- Association of Canadian Universities for Research in Astronomy Архивирано на веб-сајту  (1. децембар 2020)
- Калифорнијског технолошког института (Caltech)
- Универзитета Калифорније (UC)
- Националне астрономске опсерваторије Кине
- Министарства за науку и технологију Индије
- Министарства за атомску енергију Индије
- Националне астрономске опсерваторије Јапана

Планирано је да прва строномска осматрања започну 2018. године. Фондација Гордон и Бети Мур донирала је 200 милиона долара за изградњу телескопа. Caltech и Универзитет Калифорније допринели су по 50 милиона. У току је потрага за додатним партнерима који би новчано помогли изградњу и оперативну употребу телескопа.

## Финансирање
Трошкови изградње телескопа су 2009. године процењени на 970 милиона – 1,4 милијарде долара.

## Поређење
На таласним дужинама већим од 0,8 μm корекције које прави адаптивна оптика пружају десет пута већу просторну резолуцију од свемирског телескопа Хабл. ТМТ би био осетњивији од садашњих земаљских телескопа од 10 пута (обична посматрања) до 100 пута (уз коришћење адаптивне оптике). Уколико буде завршен у року, ТМТ ће постати први оперативни телескоп нове генерације изузетно великих земаљских телескопа. Европска јужна опсерваторија гради E-ELT телекоп у пустињи Атакама у Чилеу, односно у јужној хемисфери, тако да би у случају избора те локације два будућа највећа и најнапреднија земаљска телескопа била у немогућности да виде поједине астрономске објекте који се могу видети само са северне хемисфере.